# Gesellschaft für Wirtschafts- und Sozialkybernetik

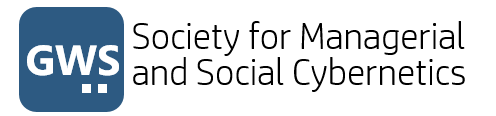
Logo der GWS

Die Gesellschaft für Wirtschafts- und Sozialkybernetik e. V. (kurz GWS) ist eine als gemeinnützig anerkannte wissenschaftliche Gesellschaft. Sie wurde 1968 unter maßgeblicher Mitwirkung des damaligen Vorstandsvorsitzenden der Fa. Thyssen Röhrenwerke AG, Ernst Wolf Mommsen, unter der Schirmherrschaft des Rationalisierungskuratoriums der Deutschen Wirtschaft (RKW) gegründet.
Die Absicht war von Anfang an, in der GWS Akteure aus dem Management und der Wissenschaft zusammenzuführen, die sich für die Erörterung und Fortentwicklung wirtschafts- und sozialkybernetischer Problemstellungen interessieren. Bis heute versteht sich die GWS als eine Community, die sich für die Weiterentwicklung und Anwendung des Systemdenkens in all seinen Facetten engagiert. Der Fokus der GWS liegt dabei auf den Anwendungen in Wirtschaft, Gesellschaft und Politik. Entsprechend vielfältig und interdisziplinär ist daher der Kreis der Mitglieder.

## Ziele
Die GWS hat sich in ihrer Satzung folgende Ziele gesetzt:
- Das Aufzeigen, die Entwicklung und die Verbreitung des Gedankenguts und der Methoden der Systemtheorie und der Kybernetik in Wirtschaft, Politik und Gesellschaft im Zusammenwirken mit den Erkenntnissen und Erfahrungen der allgemeinen Wissenschaft und Praxis.
- Die Aus- und Weiterbildung von Führungskräften in Wirtschaft, Politik und Verwaltung auf dem Gebiet der allgemeinen Grundlagen und der angewandten Systemtheorie und der angewandten Kybernetik und die Förderung des Interesses für Kybernetik, insbesondere bei jungen Menschen.
- Die Förderung von Untersuchungen und Studien, die sich mit der Anwendung der Systemtheorie und der Kybernetik in ökonomischen und sozialen Bereichen befassen. Die GWS ist Mitglied der International Federation for Systems Research (IFSR), der Dachorganisation der Systems Research-Organisationen weltweit.

## Collective Intelligence Letters
Die GWS ist derzeit dabei, eine neuartige wissenschaftliche Zeitschrift mit dem Namen Collective Intelligence Letters zu gründen. Damit wird ein interdisziplinäres, multimediales Medium für ein globales Forum transdisziplinärer wissenschaftlicher Untersuchungen ins Leben gerufen. Es befasst sich mit systemtheoretischen und kybernetischen Perspektiven auf Kollektive Intelligenz, wobei vor allem die Rolle von Information und Kommunikation in und von sozialen Systemen (Unternehmen, Organisationen und Institutionen) im Vordergrund stehen soll.

## Tagungen und Workshops
Regelmäßig werden von der GWS wissenschaftliche Tagungen und Workshops durchgeführt. Tagungsbände vergangener Tagungen versammeln dabei überwiegend Beiträge, die Ansätze zur Lösung praktischer Probleme durch die Anwendung von systemtheoretischen und kybernetischen Axiomen, Erkenntnissen und Methoden beschreiben.

## Weblink
- GWS Homepage